# Port Macquarie Airport
Port Macquarie Airport är en flygplats i Australien. Den ligger i kommunen Port Macquarie-Hastings och delstaten New South Wales, i den sydöstra delen av landet, omkring 310 kilometer nordost om delstatshuvudstaden Sydney. Port Macquarie Airport ligger 3 meter över havet.
Närmaste större samhälle är Port Macquarie, nära Port Macquarie Airport. Genomsnittlig årsnederbörd är 1 846 millimeter. Den regnigaste månaden är februari, med i genomsnitt 373 mm nederbörd, och den torraste är september, med 34 mm nederbörd.